# Hyperoglyphe perciformis
 Hyperoglyphe perciformis  (rufo derivante) es una especie de pez perciforme de la familia Centrolophidae.

## Morfología
Por lo general no supera los 30 cm de longitud estándar (sin incluir la aleta caudal), pero puede llegar hasta 91 cm de longitud total y un peso de 12,3 kg.

## Hábitat
Su hábitat natural es pelágico oceánico, en zonas de clima templado. Los adultos viven cerca del fondo en el talud continental, mientras que los jóvenes prefieren la superficie y se desplazan por el océano siguiendo restos flotantes.

## Distribución geográfica
Se encuentra en el noroeste del océano Atlántico, desde la costa de Nueva Escocia, en Canadá, hasta el golfo de México. También se han localizado ejemplares jóvenes en el noreste del Atlántico, desde Irlanda hasta Portugal y en el Mediterráneo occidental.